# 亀賀森神社
亀賀森神社（かめがもりじんじゃ）は福島県郡山市三穂田町富岡にある神社である。
古くから当地にあった白山権現の他に近隣の神社を合祀して、江戸時代末に現社殿が造営され、明治2年に亀賀森神社の名称になった。
重要無形文化財の『富岡の唐傘行灯花火』で知られる。

## 富岡の唐傘行灯花火
明治初期から、雨乞いや豊作祈願、家内安全のために行われてきた神社の神事でもある花火。まず、導火線によって枠行灯に火が移ると花火が四方に飛び散り（乱玉）、その上では、火輪と呼ばれる円盤が回る。その後、上部につけられた唐傘が開いて光が雨のように降り注ぐ仕掛けになっている。また、花火が上がっている最中は地元の青年団によって「打ちこみ」と呼ばれる笛や太鼓によるお囃子が奏でられる。1994年（平成6年）9月27日、郡山市指定重要無形民俗文化財に指定された。
現在は、10月第2日曜日（体育の日の前日）の例大祭に行う花火大会の花火の一つとして見ることができる。会場は駒屋地区と富岡地区の二か所で行われることが多く、駒屋地区はJA郡山三穂田支店西側の田圃、富岡地区は亀賀森神社東側（市立三和小学校北側の西光寺付近）の田圃の中。富岡地区では当日は近くの西光寺の駐車場が花火のために開放されるほか、笹原川千本桜の駐車場が使用できる。

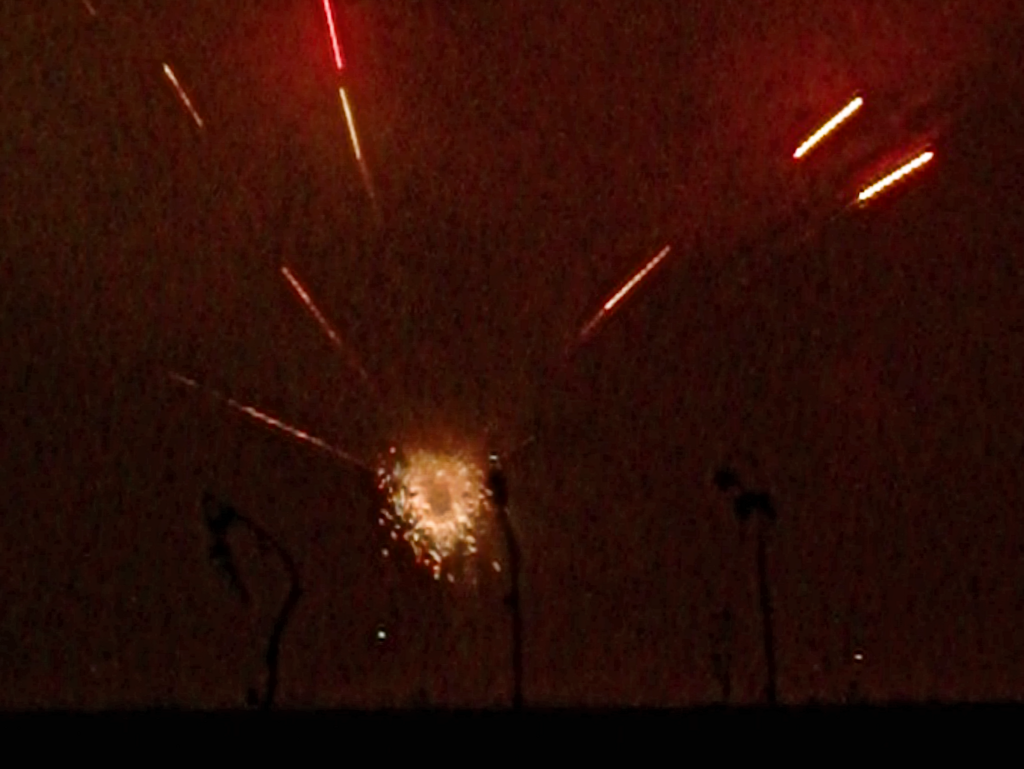
乱玉（らんたま）
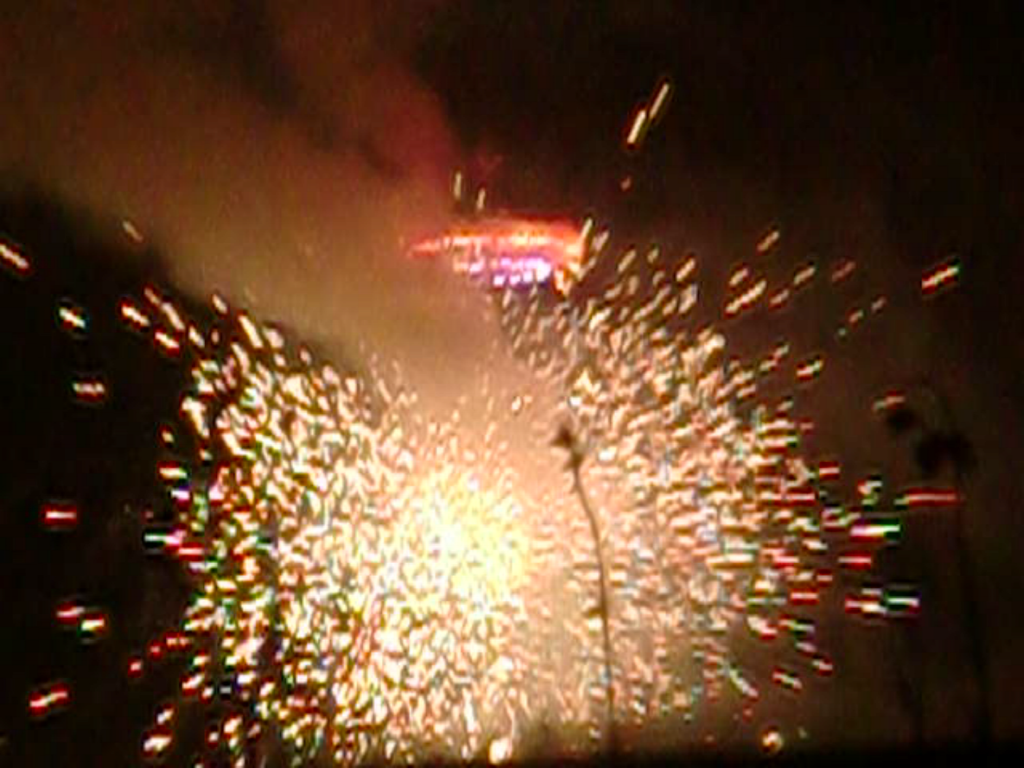
傘が開いた直後
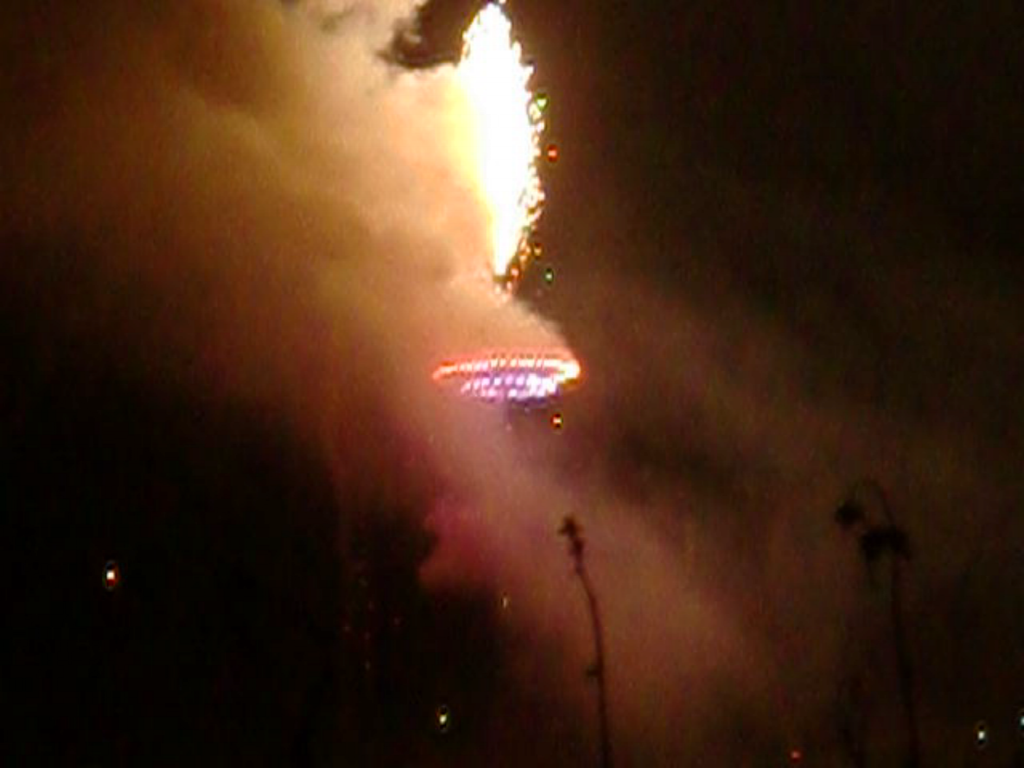
噴水の開始直後
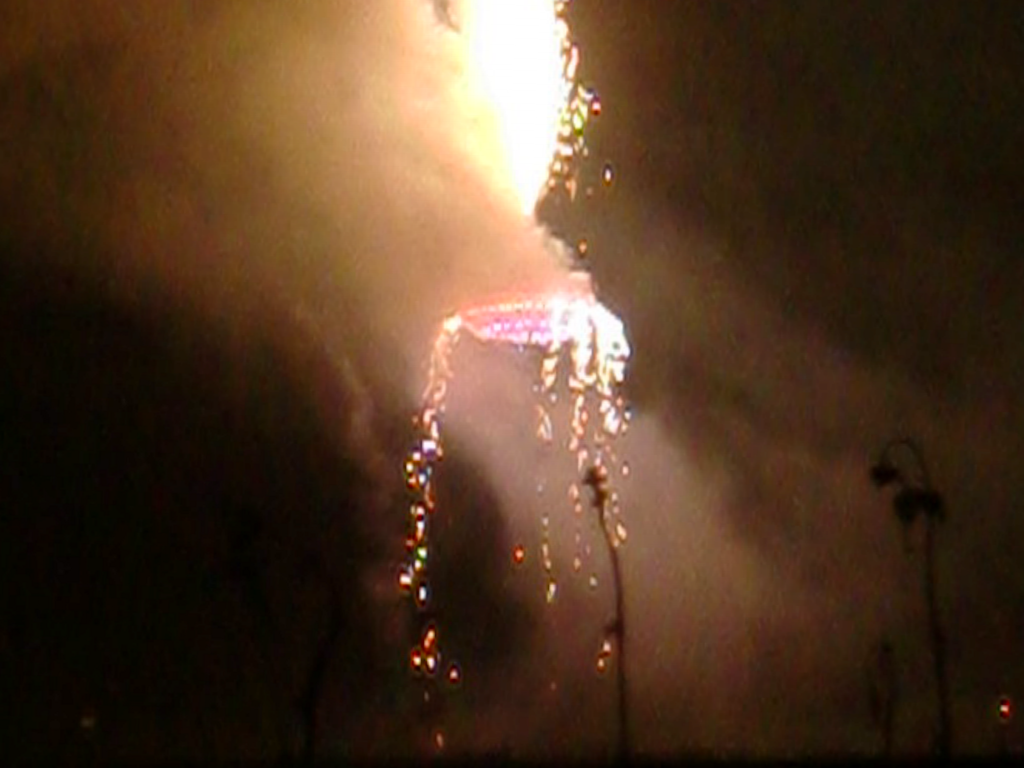
雨垂れの開始直後
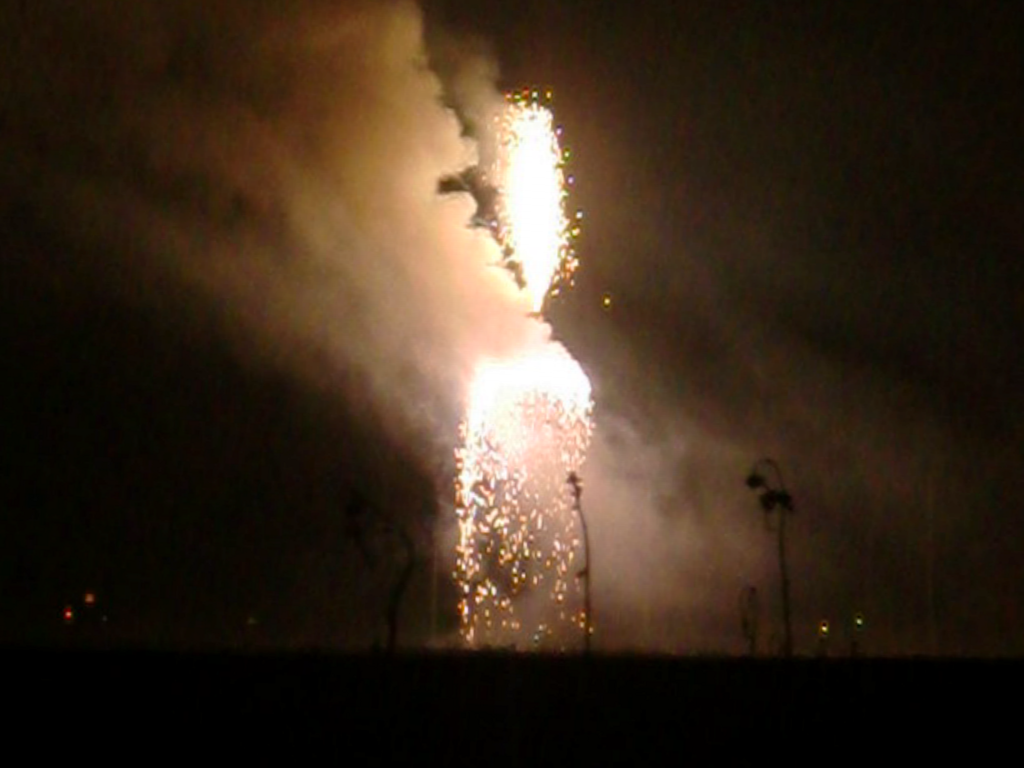
終盤

## 交通

### バス
- JR東日本東北新幹線郡山駅2番バス乗り場より長沼行で約40分「三穂田山寺」停留所下車、徒歩7分（ダイヤ注意）

### 乗用車
- 郡山南ICから約15分